# About Time (album de New York Gong)
Pour les articles homonymes, voir About Time.
 (octobre 2012).
Si vous disposez d'ouvrages ou d'articles de référence ou si vous connaissez des sites web de qualité traitant du thème abordé ici, merci de compléter l'article en donnant les références utiles à sa vérifiabilité et en les liant à la section « Notes et références ».
Albums de New York Gong
Fairy Tales
(1979) Leave it open
(1980)
About Time est un album de Daevid Allen avec le New York Gong sorti en 1979. Cette formation continuera sous l'appellation Material.
Ce disque reflète l'époque new-yorkaise de Daevid Allen, pendant laquelle il travaille avec Bill Laswell sur une musique influencée par le punk et la no wave, radicalement différente de celle conçue par Allen avec son ancien groupe Gong.
Il sortit après Much Too Old / I Am A Freud qui sortit en simple 7" et le EP Jungle Windo(w) / Much Too Old / Materialism. Il sera suivi de Divided Alien Playbax 80 avec des titres issus des mêmes sessions. En 1997 est sorti Daevid Allen and the Divided Alien Clockwork Band, un live au Squat Theatre avec des boucles de Divided Alien Playbax 80.
Le EP Alien in New York comporte des titres avec des boucles issues des mêmes sessions.

## Liste des titres

### Face 1
1. Preface (Daevid Allen, Michael Beinhorn) – 1:28
2. Much Too Old (Allen, Bill Laswell) – 2:43
3. Black September (Allen, Cliff Cultreri) – 4:03
4. Materialism (Laswell, Cultreri) – 3:12
5. Strong Woman (Allen, Bill Bacon) – 4:30
6. I Am a Freud (Allen) – 1:46

### Face 2
1. O My Photograph (Allen) – 9:10
2. Jungle Windo(w) (Allen) – 6:19
3. Hours Gone (Allen) – 4:05

## Musiciens
- Daevid Allen – guitare rythmique, guitare glissando, voix
- Cliff Cultreri – guitare (2,3,4,6,7)
- Bill Laswell – basse
- Fred Maher – batterie
- Bill Bacon – batterie
- Michael Beinhorn – synthétiseur ("Preface")
- Gary Windo – sax tenor ("Jungle Windo(w)")
- Don Davis – sax alto ("I Am a Freud")
- Mark Kramer – orgue ("Hours Gone")